# Колина, Елена
Елена Колина (настоящее имя Калмыкова Елена Викторовна, в девичестве Колина; 21 ноября 1959 года, Ленинград) — российская писательница. Кандидат технических наук. Основательница детской школы чтения «Ленивый отличник».
Суммарный тираж книг Елены Колиной на 2013 год составлял более 500 тысяч экземпляров, а в настоящее время приближается к миллиону экземпляров.
Книги Елены Колиной переведены на немецкий, польский, литовский, болгарский, турецкий и другие языки

## Биография

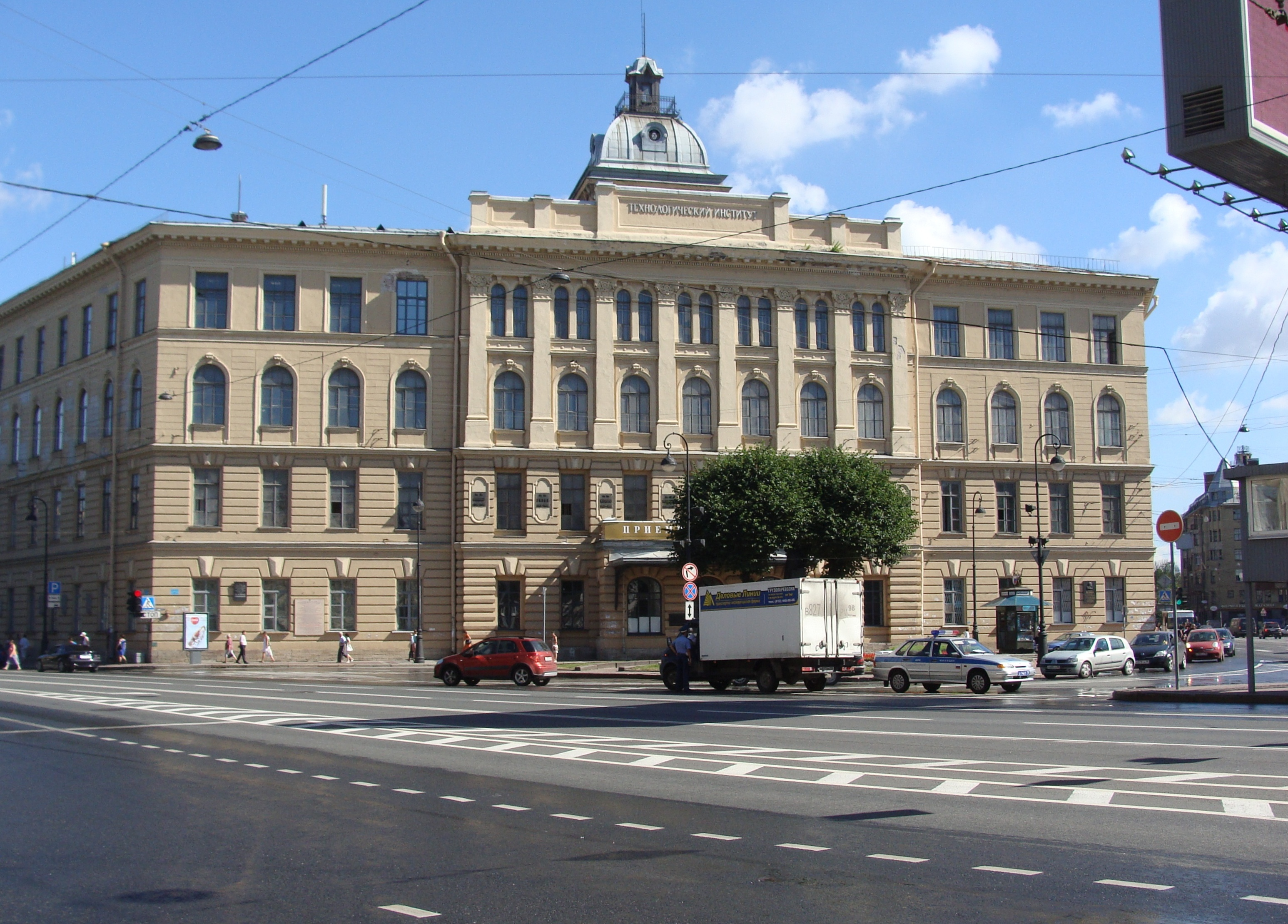
Ленинградский Технологический институт, который окончила Елена Колина

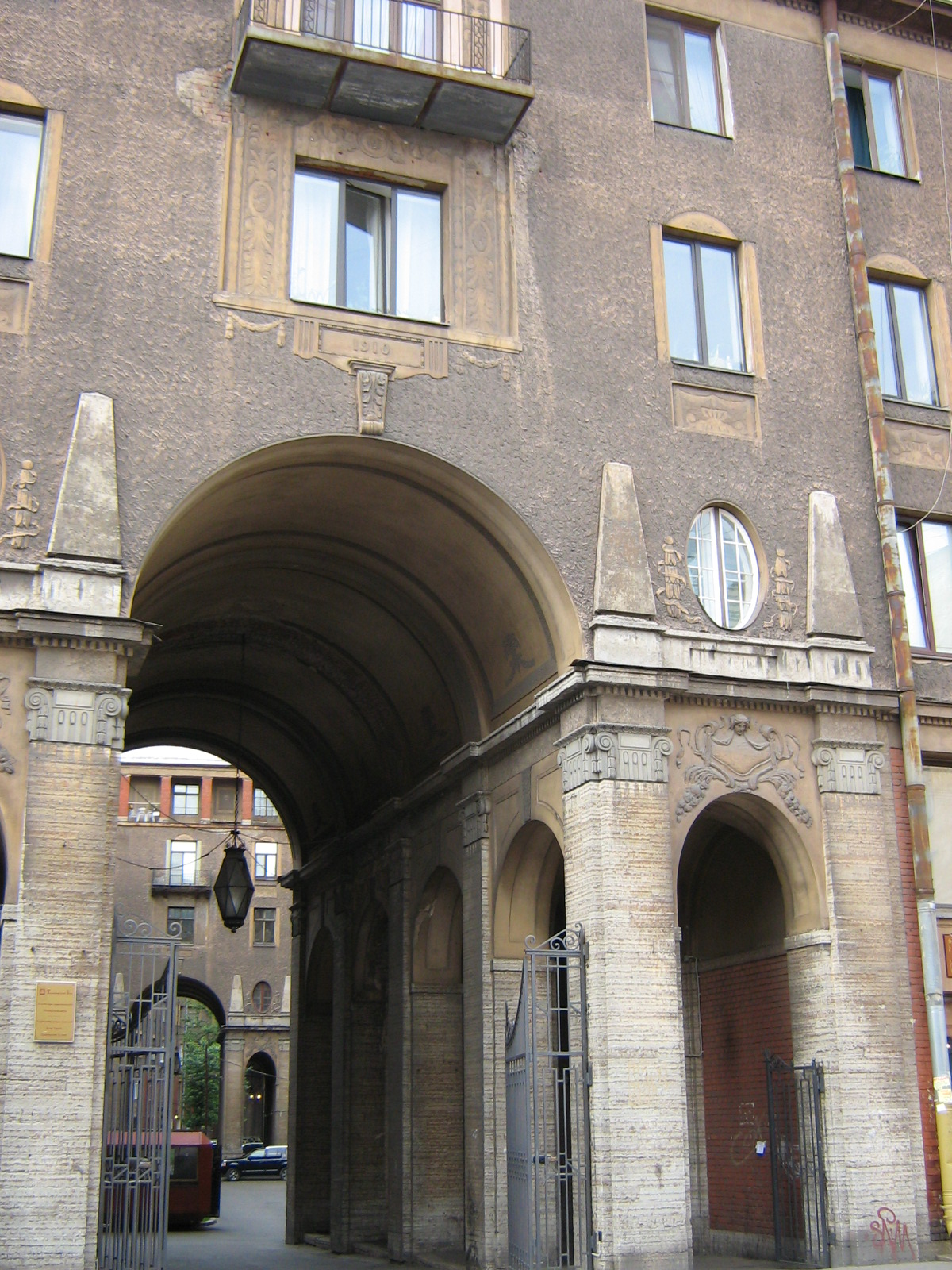
Толстовский Дом, где живёт Елена Колина

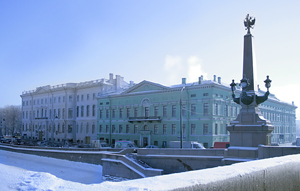
Санкт-Петербургский университет культуры и искусства в котором преподаёт Елена Колина

Родилась в Ленинграде в профессорской семье. Отец — профессор, доктор технических наук Колин Виктор Леонидович (1937—1984). Мать — Колина Клара Семеновна, 1937 года рождения.
Окончила Ленинградский Технологический институт им. Ленсовета в 1983 году, и как она сама пишет:

«сразу после института поступила в аспирантуру, потому что так хотел папа. Химия с математикой под его присмотром представлялось ему лучшим для меня вариантом, что для советского времени было резонно»— Елена Колина
.
Окончила аспирантуру и защитила диссертацию на тему «Математическое моделирование массообменных процессов» в 1987 году, получив степень кандидата технических наук.

«Как только я поступила в аспирантуру, папа умер. Я уже была замужем, у меня была двухлетняя дочка, и я была ещё слишком маленькая, чтобы остаться без папы! Но я уже стала — сама. …Математика, господи-боже ты мой, где математика, а где я?.. Но я все-таки защитила диссертацию. Учёный мир очень замкнутый, все друг друга знают, и мне было стыдно, что весь учёный мир скажет „дочь Виктора Колина дурочка, без него не смогла защититься“. Возможно, это глупо, учёный мир не заметил бы, что я не защитила диссертацию, но мне это было важно».— Елена Колина
В 1999 году получила второе высшее образование на факультете психологии СПГУ.
Последние 15 лет преподаёт английский язык и психологию в Санкт-Петербургском университете культуры и искусства.
Активно сотрудничает с Библиотекой им В. Маяковского: читает лекции, проводит мастер-классы, ведет курсы «Литературное мастерство», «Креативное письмо»
«Любит музыку, часто посещает филармонию, театр, оперу, кино. Катается на горных лыжах».

## Семья
Замужем.

«Если человек во взрослом возрасте получает высшее образование, и не одно, значит, у этого человека есть муж. И не просто муж, а МУЖ. За которым можно учиться, как за каменной стеной»
— Елена Колина
Есть сын, дочь и внук. Живёт с семьёй в знаменитом Толстовском Доме.

## Творчество и его оценки
Вела колонку в газете «Город 812», пишет статьи в глянцевые журналы.
В 2003 году написала свой первый роман «Бедные богатые девочки».
В её «женских» романах, как она сама написала, просматривается её собственная биография:

«В книгах, написанных женщинами, биографию автора можно „прочитать“, можно по тексту составить „психологический портрет“. Проецируя своё видение мира на мир воображаемый, автор (писатель женского пола, далее она) создает идеальную себя в образах своих героинь, и проницательный читатель видит автора так ясно, словно стоит перед распахнутой дверью к его неидеальной личности…»
— Елена Колина
Вполне благоприятную оценку её творчества дают даже «коллеги по цеху», что является большой редкостью в писательском сообществе:

«Я люблю семейные саги. К сожалению, этот жанр не очень популярен среди писателей, зато его любят читатели. Так что если мне попадается семейная сага, я её тут же хватаю и начинаю читать. Причем не „Сагу о Форсайтах“, а что-нибудь про современную жизнь. Например, Елену Колину очень люблю».
— Александра Маринина
Изучение её творчества положено кандидатской диссертацией Арины Тамазовны Джиоевой «Традиции семейного романа в отечественной прозе XX столетия»
.
Особое место в творчестве Елены Колиной занимает ее родной город Санкт-Петербург:

«Петербургская писательница Е. Колина обращается к теме родного города в каждом романе. Наш анализ романа „Двойная жизнь Алисы“ показал, что в трилогию хронотопа (пространство, время и вещный мир) у Е. Колиной входит четвёртый его компонент ‒ пространственно-временной образ города, выступающий и как фон жизни героев романа в историческом и современном освещении, с одной стороны, и как самостоятельный живой организм»— Ли Жуй
Елена Колина является одним из постоянных экспертов по вопросам о тенденциях современной литературы.

## Книги Елены Колиной
Основная библиография представлена на сайте LiveLib.ru
- Бедные богатые девочки. — М.: АСТ, 2003. (2-е изд. 2005, Амфора; 3- изд. 2010, АСТ)
- Сага о бедных Гольдманах. — М.: Ретро, 2004. (2-е изд. 2005, Центрполиграф; 3-е изд. 2008, АСТ; 4-е изд. 2011, АСТ)
- Питерская принцесса. — М.: Центрполиграф, 2004. (2 изд. 2007, АСТ)
- Дневник новой русской. — М.: Амфора, 2005. (2-е изд. 2010, АСТ)
- Наивны наши тайны. — М.: Амфора, 2005. (2 -е изд. 2007; 3-е изд. 2010, АСТ)
- Дневник новой русской-2. — М.: Амфора, 2005. (2-е изд. 2010, АСТ)
- Личное дело Кати К. — М.: Амфора, 2006. (2 изд. 2007, АСТ; 3-е изд. 2008, АСТ)
- Умница, красавица. — М.: Амфора, 2006. (2-е изд. — 2009, АСТ)
- Профессорская дочка. — М.: АСТ, 2007.
- Дневник измены. — М.: АСТ, 2007.
- Мальчики да девочки. — М.: АСТ, 2008.
- Любоф и Друшба. — М.: АСТ, 2009.
- Про меня. — М.: АСТ, 2009.
- Не без вранья. — М.: АСТ, 2010.
- Книжные дети. — М.: АСТ, 2011.
- Предпоследняя правда. — М.: АСТ, 2012.
- Через не хочу. — М.: АСТ, 2012.
- Про что кино? — М.: АСТ, 2012.
- Наука о небесных кренделях. — М.: АСТ, 2014.
- Воспитание чувств: бета версия. — М.: АСТ, 2015.
- Требуюсь я! — М.: АСТ, 2016.
- Двойная жизнь Алисы. — М.: АСТ, 2017.
- Как мама была маленькой М.: АСТ, 2018
- Ты как девочка М.: АСТ, 2018
- Как мама была маленькой. — М.: Аванта, 2018
- Я не ангел. — М.: АСТ, 2020
- Хорошие плохие нормальные. — М.: АСТ, 2020
- Дорогая Дуся. — М.: АСТ, 2021
- Ленивый отличник. – М.: Аванта, 2022

## Фильмы по книгам Елены Колиной
- «Умница, красавица», 2009 год. (В главных ролях Е. Добровольская, В. Николаев, песни В. Долиной)
- «Бедные родственники»[14], 2012 год. (В главных ролях В. Лановой, И. Купченко)
- «Чего хотят женщины», 2017 год. (В ролях: Елена Подкаминская, Кирилл Кяро, Светлана Колпакова и др.)

## Аудиокниги
- «Дневник новой русской»[15][16].

Издательская аннотация на это произведение: 

«Пожалуй первый женский роман в русской литературе, где смеха больше чем рыданий, а оптимизма гораздо больше чем боли. А если джип-развалюха достался вам от бывшего мужа, эмигрировавшего за рубеж с новой женой, если на работе за весь ваш опыт и знания квалифицированного психолога платят сущую ерунду, а на шее — старенькая мама и дочь-подросток, то вы все равно „новая русская“? Да, твердо отвечает героиня произведения».
- «Мальчики да девочки»[17]

## Школа чтения «Ленивый отличник»
Елена Колина создала школу чтения для маленьких детей-дошкольников «Ленивый отличник», о которой она сама говорит так:

"В нашей школе чтения «Ленивый отличник» дети учатся всего неделю и показывают потрясающие результаты. Родители приводят ребёнка и говорят: «Не любит читать» или «Читает медленно, с ошибками». После курса ребёнок говорит: «Мама, пойдем в „Буквоед“ и купим мне книгу!». Я очень горжусь тем, что много раз слышала: «Вы изменили нашу жизнь! Ребенок читает!». Конечно, не все дети становятся запойными читателями, но результат — прекрасное беглое чтение — есть у всех!" 
«Мне кажется, научить ребенка читать до школы должно быть обязательной программой для любящих родителей».
«Мы часто слышим от родителей „вы изменили нашу жизнь!“. Это всегда означает разное: одни дети начали отлично учиться, другие стали запоем читать, кто-то подружился с родителями, обсуждая книги. А кого-то мы подхватили в критический момент на пути к двойкам. Понимаете, как ребёнок читает в начальной школе, так он и будет учиться дальше!.. Получается, что хорошее чтение — это фактически будущее ребёнка».

## Интересные факты
- Елена Колина живёт в Толстовском Доме, где происходит действие её романа «Сага о бедных Гольдманах», а обложка её книги «Предпоследняя правда» выполнена на основе фотографии одного из подъездов Толстовского Дома. Действие трилогии «Предпоследняя правда», «Через не хочу», «Про что кино» разворачивается в Толстовском Доме в 80-е годы XX века, и по словам критиков «именно по честной, не искаженной никакими новомодными приёмами, реалистической прозе грядущие историки будут реконструировать наше время»[21]
- Елена Колина не любит публичность и считает, что писатель не является медийным лицом, но с удовольствием встречается с читателями.
- Елена Колина считает концептуальным фактом своей биографии защиту диссертации:

«Я преподавала английский, читала лекции по психологии, консультировала, вела тренинги, вела колонки в разных журналах, написала много книг, но знаете, что удивительно? Самым большим достижением я считаю эту свою математическую диссертацию. Эта история имеет для меня концептуальный смысл — если уж я смогла сама защитить математическую диссертацию, значит, ЧЕЛОВЕК МОЖЕТ ВСЁ».— Елена Колина
- Елена Колина до сих пор хранит маленький клочок бумаги с надписью «принята рукопись от Калмыковой Е. В.», который ей, начинающему автору, когда-то выдали в издательстве АСТ[7].